# カミル・セメニュク
カミル・セメニュク（ポーランド語: Kamil Semeniuk, 1996年7月16日 - ）は、ポーランドの男子バレーボール選手。

## 来歴
2015年より地元のZAKSAケンジェジン・コジレでプレーし、ポーランドプロリーグのプラスリーガやポーランドカップで多くのタイトルを獲得する。2018/19シーズンのみワルタ・ザヴィエルチェでプレーし、1シーズンでケンジェジン・コジレに復帰した。
2021年、ポーランドカップでチームの優勝に貢献しMVPを受賞。ポーランド代表としても、ネーションズリーグで準優勝に貢献。そして、東京オリンピックにも出場した。
2022年、CEVチャンピオンズリーグでチームの連覇に貢献し自身もMVPを受賞した。ポーランド代表としても、世界選手権で準優勝に貢献し、自身もベストアウトサイドヒッター（ドリームチーム）を受賞した。
2022/23シーズンより、イタリア・セリエAのシル・サフェーティ・ペルージャでプレーする。

## 球歴
- ポーランド代表
  - オリンピック - 2020東京、2024年
  - 世界選手権 - 2022年
  - ネーションズリーグ - 2021年、2022年
  - 欧州選手権 - 2021年
- ポーランドユース代表
  - 世界U-23バレーボール選手権 - 2017年

## 所属クラブ
- ZAKSAケンジェジン・コジレ (pl) （2015-2018年）
- ワルタ・ザヴィエルチェ (pl) （2018-2019年）
- ZAKSAケンジェジン・コジレ (pl) （2019-2022年）
- シル・サフェーティ・ペルージャ（2022年-）

## 受賞歴
- 2021年 - ポーランドカップ MVP
- 2022年 - CEVチャンピオンズリーグ - MVP
- 2022年 - ネーションズリーグ - ベストアウトサイドヒッター